# Heinz Fuchs (Kunsthistoriker)
Heinz Fuchs (* 17. Mai 1917 in Vaihingen an der Enz; † 3. Dezember 2001 in Mannheim) war ein deutscher Kunsthistoriker.
Fuchs wurde 1939 in Kunstgeschichte promoviert. Seit 1947 war er an der Kunsthalle Mannheim als Kustos tätig, zunächst unter dem Direktor Walter Passarge. Von 1959 bis 1984 war er Direktor des Museums, sein Nachfolger wurde Manfred Fath.